# Madagaskarhärfågel
Madagaskarhärfågel (Upupa marginata) är en fågel i familjen härfåglar inom ordningen härfåglar och näshornsfåglar.

## Utseende och läten
Madagaskarhärfågeln är liksom sin nära släkting härfågeln en säregen medelstor fågel med lång och nedåtböjd näbb, brunskär kropp, svartvita rundade vingar och svartspetsad fjäderkam. Madagaskarhärfågeln är dock större (framför allt längre stjärt) samt hos hanar tydlig kontrast mellan skärvit strupe och mörkare ansikte. Vidare skiljer sig sången, en fallande, duvlik drill jämfört med härfågelns trestaviga "po-po-po".

## Utbredning och systematik
Madagaskarhärfågeln är endemisk för Madagaskar. Den behandlas som monotypisk, det vill säga att den inte delas in i några underarter. Fågeln har ofta tidigare behandlats som underart till härfågel och vissa gör det fortfarande.

## Status och hot
Arten har ett stort utbredningsområde och en stor population med stabil utveckling och tros inte vara utsatt för något substantiellt hot. Utifrån dessa kriterier kategoriserar internationella naturvårdsunionen IUCN arten som livskraftig (LC). Världspopulationen har inte uppskattats men den beskrivs som lokalt vanlig, dock fåtalig eller frånvarande i östra delen av landet